# VII Państwowe Liceum i Gimnazjum im. Tadeusza Kościuszki we Lwowie
VII Państwowe Liceum i Gimnazjum im. Tadeusza Kościuszki we Lwowie – polska szkoła z siedzibą we Lwowie w okresie II Rzeczypospolitej, od 1938 o statusie gimnazjum i liceum ogólnokształcącego.

## Historia
Pierwotnie, w okresie zaboru austriackiego w roku szkolnym 1897/1898 została utworzona czteroklasowa filia C. K. III Gimnazjum im. Franciszka Józefa we Lwowie. Szkołę ulokowany przy ulicy Sokoła. Z czasem została przeniesiona do nowego gmachu. Z istniejącej filii z dniem 1 września 1905 zostało utworzone samoistne C. K. VII Gimnazjum we Lwowie.
Po odzyskaniu przez Polskę niepodległości władze II Rzeczypospolitej utworzyły „VII Państwowe Gimnazjum im. Tadeusza Kościuszki we Lwowie”. Funkcjonowała jednocześnie filia VII Gimnazjum, która w 1919 usamodzielniła się jako X Państwowe Gimnazjum im. Henryka Sienkiewicza we Lwowie.
Gimnazjum działało w type neoklasycznym. Szkoła mieściła się przy ulicy Sokoła 2 do 1939 (obecna ulica Kowżuna). W 1926 w gimnazjum prowadzono osiem klas w 11 oddziałach, w których uczyło się 435 uczniów wyłącznie płci męskiej.
Zarządzeniem Ministra Wyznań Religijnych i Oświecenia Publicznego Wojciecha Świętosławskiego z 23 lutego 1937 „VII Państwowe Gimnazjum im. Tadeusza Kościuszki we Lwowie” zostało przekształcone w „VII Państwowe Liceum i Gimnazjum im. Tadeusza Kościuszki we Lwowie” (państwową szkołę średnią ogólnokształcącą, złożoną z czteroletniego gimnazjum i dwuletniego liceum), a po wejściu w życie tzw. reformy jędrzejewiczowskiej szkoła miała charakter męski, a wydział liceum ogólnokształcącego był prowadzony w typie humanistycznym.

## Dyrektorzy
- dr Antoni Danysz (1897-1903)[1]
- Henryk Kopia (1903-)[1]
- Franciszek Terlikowski (12.IX.1905–1910)[8][2][3]
- dr Benon Janowski (1910–1919)[3]
- Edward Schirmer (1919–1926)[9][3]
- dr Antoni Łomnicki (1926–1927)[3]
- dr Wiktor Osiecki (1930–1932)[10][11][12]
- Artur Kopacz (lata 30.)[13]
- dr Jan Rogowski (1934–1939)[14]
- Otton Schutter (1939–)[15]

## Nauczyciele
- Jan Augustyński
- Antoni Borzemski
- Władysław Filar
- Kajetan Golczewski
- Sebastian Flizak
- Roman Jamrógiewicz
- Juliusz Kleiner
- Majer Bałaban
- Teofil Modelski
- Franciszek Smolka
- Kazimierz Sośnicki
- Maksymilian Wiśniowiecki
- Władysław Witwicki

## Uczniowie i absolwenci
Absolwenci
- Kazimierz Białkowski – oficer (1910)
- Franciszek Maurer – architekt
- Janusz Witwicki (właśc. Jan Witwicki) – architekt (1921)
- Ludwik Wolski – agronom, poeta (1913)

Uczniowie
- Marian Hemar (właśc. Jan Marian Hescheles) – artysta
- Stanisław Hoszowski – historyk
- Marcin Prugar – oficer, przedsiębiorca
- Antoni Sanojca – oficer
- Jan Maria Suchomel – lekarz, oficer